# Perissa georgei
Perissa georgei är en tvåvingeart som beskrevs av Ronald Henry Lambert Disney 1989. Perissa georgei ingår i släktet Perissa och familjen puckelflugor.
Artens utbredningsområde är Filippinerna. Inga underarter finns listade i Catalogue of Life.